# МКС-20
МКС-20 — двадцятий довготривалий екіпаж Міжнародної космічної станції, перший екіпаж МКС з шести осіб. Оскільки космічні кораблі «Союз» розраховані на трьох осіб, доставка експедиції на станцію була здійснена у два етапи. Спочатку в березні 2009 року стартував космічний корабель «Союз ТМА-14» з першими трьома членами екіпажу, потім 27 травня 2009 року стартував «Союз ТМА-15» з рештою космонавтів. 29 травня корабель зістикувався з МКС та замінив дев'ятнадцяту експедицію.
Планувалось, що Геннадій Падалка стане першим командиром екіпажу МКС з шести осіб і першим командиром, що очолював два екіпажі поспіль (МКС-19 та МКС-20), Ніколь Стотт стане останнім астронавтом довготривалого екіпажу, доставленим космічним кораблем «Космічний човник»

## Екіпаж
| Посада        | Перша частина (Травень-липень 2009) | Друга частина (Липень-серпень 2009) | Третя частина (Серпень-жовтень 2009) |
| ------------- | ----------------------------------- | ----------------------------------- | ------------------------------------ |
| Командир      | Геннадій Падалка, РКА (3)           | Геннадій Падалка, РКА (3)           | Геннадій Падалка, РКА (3)            |
| Бортінженер 1 | Майкл Баррат, НАСА (1)              | Майкл Баррат, НАСА (1)              | Майкл Баррат, НАСА (1)               |
| Бортінженер 2 | Коїті Ваката, JAXA (3)              | Тімоті Копра, НАСА (1)              | Ніколь Стотт, НАСА (1)               |
| Бортінженер 3 | Франк Де Вінне, ЄКА (2)             | Франк Де Вінне, ЄКА (2)             | Франк Де Вінне, ЄКА (2)              |
| Бортінженер 4 | Роман Романенко, РКА (1)            | Роман Романенко, РКА (1)            | Роман Романенко, РКА (1)             |
| Бортінженер 5 | Роберт Тьорск, ККА (2)              | Роберт Тьорск, ККА (2)              | Роберт Тьорск, ККА (2)               |

## Діяльність
5 червня 2009 року космонавти Геннадій Падалка та Майкл Баррат здійснили вихід у відкритий космос за російською програмою. Основними завданнями виходу були: установка антен радіотехнічної системи «Курс» на зенітний порт службового модуля «Зірка» та підключення кабелів до них, з подальшим контролем установки.
10 червня Падалка та Баррат здійснили другий вихід у космос, у ході якого вони встановили конусну кришку на зенітний стикувальний агрегат перехідного відсіку службового модуля «Зірка». Тим самим вони підготували причал для стиковки російського модуля МКС «Поиск»

## Галерея

Посадка екіпажу МКС-20 поблизу міста Аркалик (Казахстан)
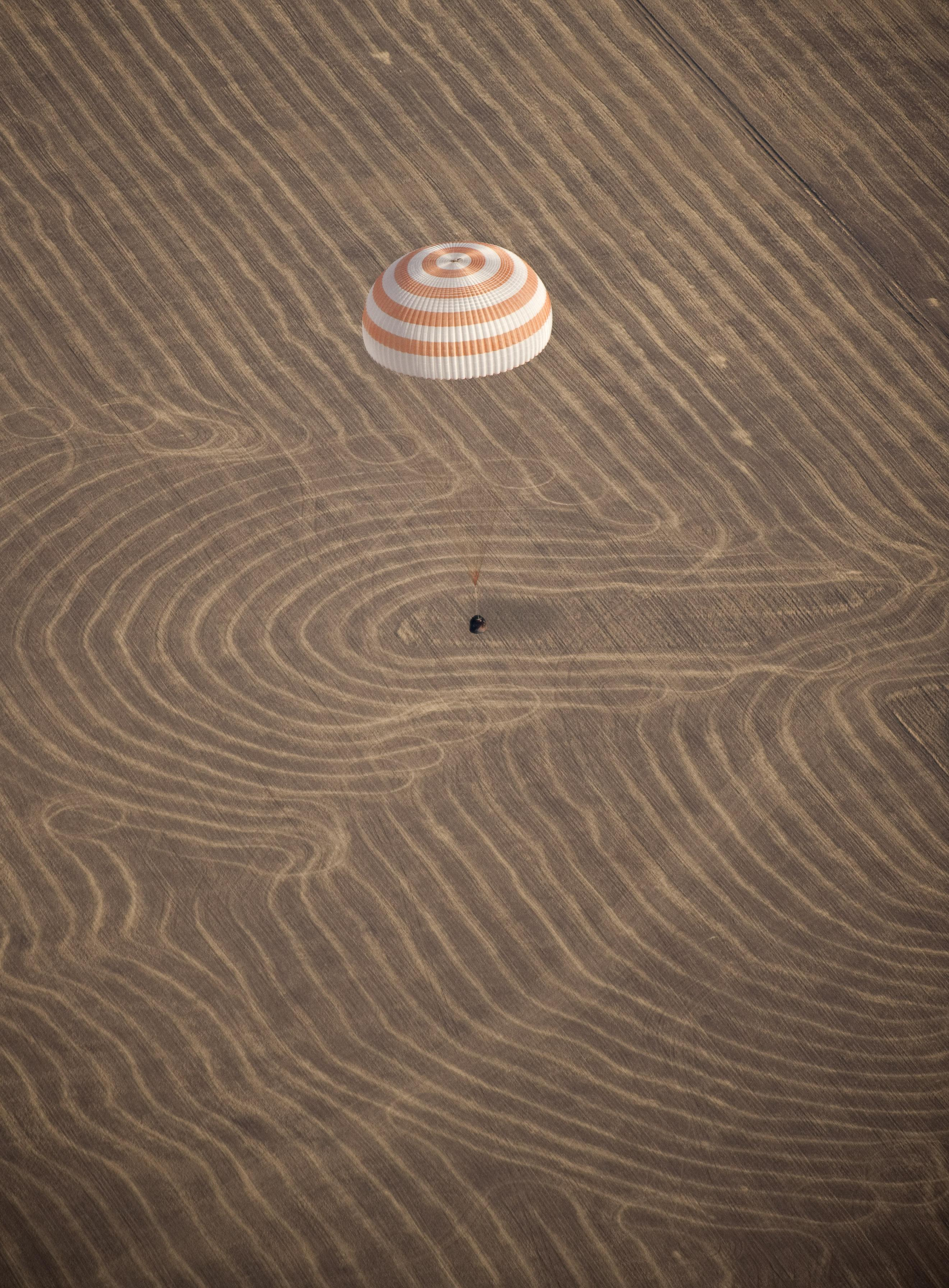
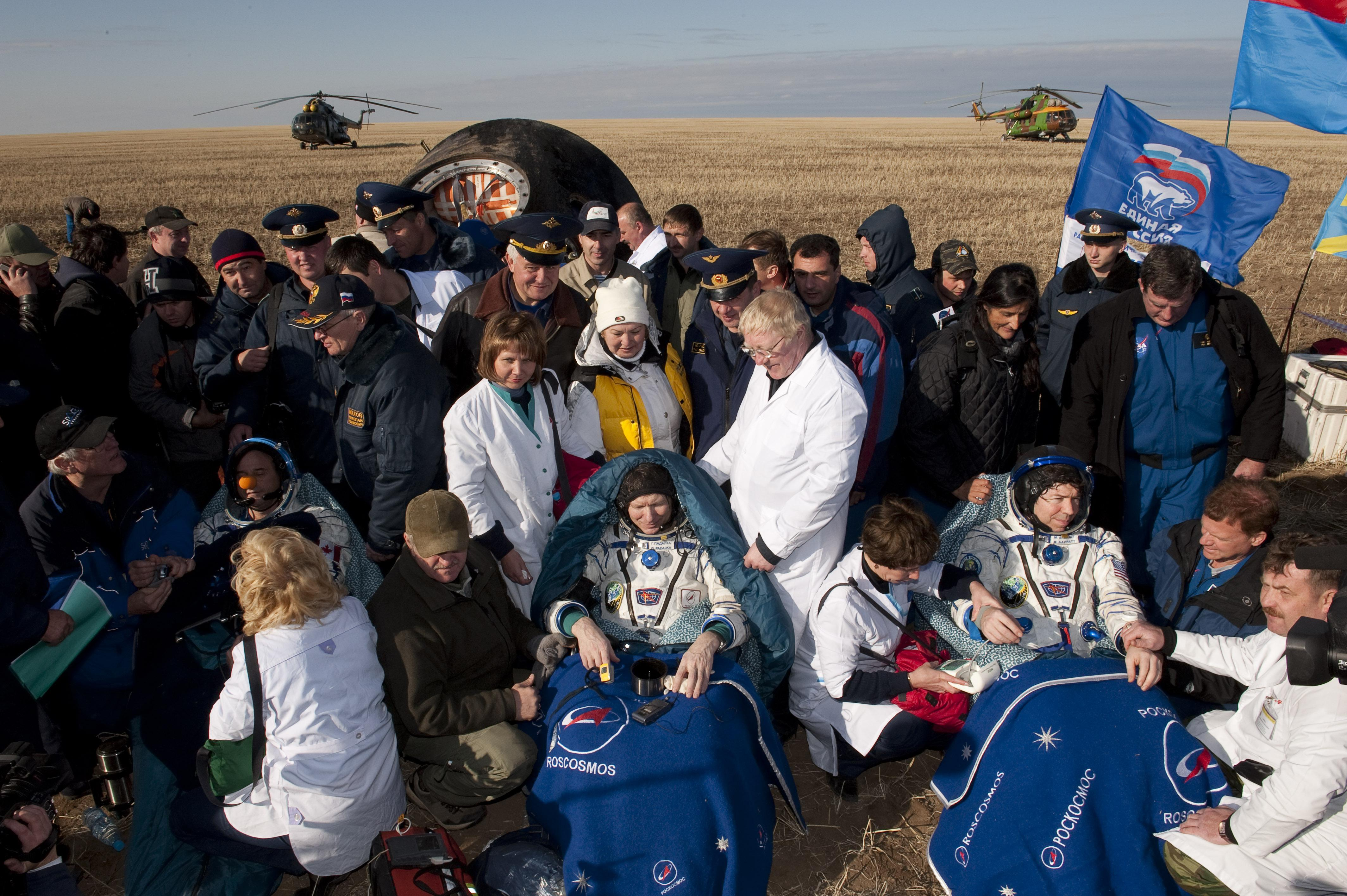